# تروا ترونبری
تروا ترونبری (زاده ۱۸ مه ۱۹۶۹ در ویچیتا فالز، تگزاس) یک زن آمریکایی است که بیشتر دوران ۲۰ تا ۳۰ سالگیش خود را هنرمند جا زده بود و به همین دلیل سرانجام محکوم و روانه زندان شد. او ادعاهای متعدد اشتباهی از سوءاستفاده جنسی نمود و از جمله اینکه قربانی رسوم شیطانی شده است، وی سعی داشت از این طریق به پول برسد.